# Смит, Хенк (футболист)
Хе́ндрик Алекса́ндер (Хенк) Сми́т (нидерл. Hendrik Alexander "Henk" Smit; 19 апреля 1924, Амстердам — 26 марта 2006, Амстердам, Нидерланды) — нидерландский футболист, игравший на позиции нападающего. Выступал за амстердамский «Аякс».

## Ранние годы
Хендрик Алексадер, или просто Хенк, родился 19 апреля 1924 года в Амстердаме, в семье Йоханнеса Смита и его жены Класины Беркман.

## Спортивная карьера
В возрасте 18 лет Смит дебютировал за футбольный клуб «Аякс», до этого он выступал за юношескую команду. Впервые за красно-белых нападающий сыграл 27 сентября 1942 года в матче 4-тура чемпионата против «Фейеноорда», выйдя в стартовом составе. «Аякс», ведя по ходу встречи 2:0, проиграл роттердамцам со счётом 2:3. В следующем туре, в игре с ДХК, Хенк так же сыграл с первых минут. За семь лет Смит сыграл только четыре матча в чемпионате. В последний раз за «Аякс» он выходил на поле 20 февраля 1949 года в матче с АДО.

## Личная жизнь
Был женат на Киске ван ден Бром.
Хенк умер 26 марта 2006 года в Амстердаме, в возрасте 81 года.